# Bernard Wapowski

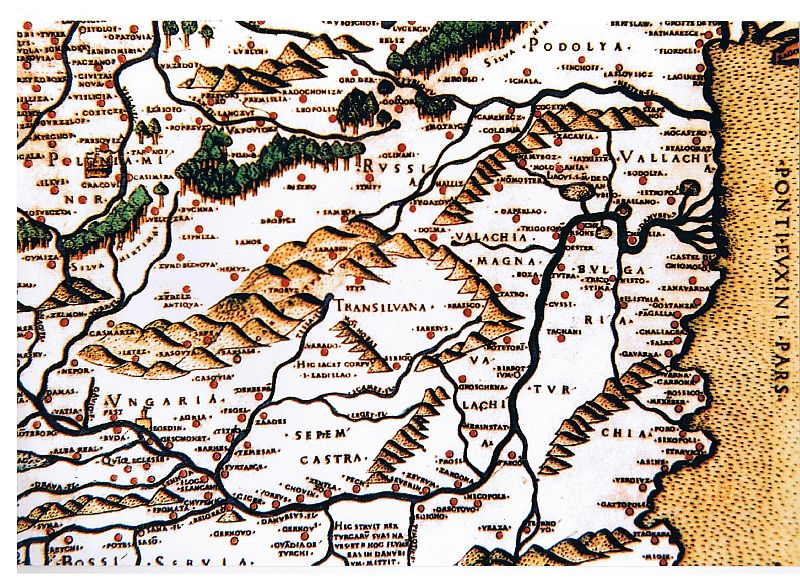
Tabula Moderna Polonie, Ungarie, Boemie, Germanie, Lithuanie 1507: Monumenta Poloniae Cartographica (Marco Beneventano y Bernard Wapowski)

Bernard Wapowski (1450 – 25 de noviembre de 1535) fue un historiador polaco, el principal cartógrafo de su país en el siglo XVI, conocido como "el padre de cartografía polaca".

## Semblanza
Wapowski nació cerca de Przemyśl, en Wapowce, el pueblo originaria de su familia de cuyo nombre deriva su apellido.
En 1526 Wapowski oficiaba de secretario del Rey de Polonia, cuando su amigo Nicolás Copérnico le asistió en la confección de la cartografía del Reino de Polonia y del Gran Ducado de Lituania.
En 1535, Wapowski escribió una carta a un caballero de Viena, instándole a publicar un almanaque adjunto, que se indicaba que había sido confeccionado por Copérnico. Esta es la primera y única mención conocida en los registros históricos de un almanaque obra de Copérnico. Este almanaque probablemente pudo contener las tablas de posiciones planetarias de Copérnico. La carta de Wapowski menciona la teoría de Copérnico sobre los movimientos de la Tierra. Nada más se sabe de este encargo, puesto que Wapowski murió un par de semanas más tarde.

## Trabajos
Wapowski produjo un total de cuatro trabajos cartográficos, con los mapas de:
- Polonia
- Cerdeña (norte y sur)
- Escandinavia

Todos estos mapas se perdieron en vida de Wapowski (a excepción de algunos fragmentos), debido especialmente al gran incendio de Cracovia acontecido en 1528, cuando la imprenta Unger quedó destruida.
También escribió una crónica de Polonia hasta 1535, que no se imprimió y se conserva solo parcialmente. Partes de ella fueron usadas en los escritos de Martin Cromer y de Marcin Bielski.

## Eponimia
- El cráter lunar Wapowski lleva este nombre en su memoria.[3]